# Michael Storm
Michael Storm, född den 22 augusti 1959 i Arlington, Virginia, är en amerikansk idrottare inom modern femkamp.
Han tog OS-silver i lagtävlingen i samband med de olympiska tävlingarna i modern femkamp 1984 i Los Angeles.